# پیرده (فیروزکوه)
پیرده یا فیرده روستایی از توابع بخش مرکزی شهرستان فیروزکوه در استان تهران ایران است. مردم این روستا به زبان مازندرانی صحبت می کنند.

## جمعیت
این روستا در دهستان پشتکوه قرار دارد و براساس سرشماری مرکز آمار ایران در سال ۱۳۸۵، جمعیت آن ۲۷۲ نفر (۵۹خانوار) بوده‌است.